# Lineu
Carlos Lineu, geralmente conhecido como Lineu (em sueco:  Carl Nilsson Linnæus; e, após nobilitação, Carl von Linné, latinizado como Carolus Linnaeus) (Råshult, Kronoberg, 23 de maio de 1707 — Uppsala, 10 de janeiro de 1778) foi um botânico, zoólogo e médico sueco, responsável por popularizar a nomenclatura binomial criada pelo naturalista Gaspard Bauhin e a classificação científica, sendo assim considerado o "pai da taxonomia moderna".
Lineu foi um dos fundadores da Academia Real das Ciências da Suécia. Lineu participou também no desenvolvimento da escala Celsius (então chamada centígrada) de temperatura, invertendo a escala que Anders Celsius havia proposto, passando o valor de 0° para o ponto de fusão da água e 100° para o ponto de ebulição. Lineu era o botânico mais reconhecido da sua época, sendo também conhecido pelos seus dotes literários. O filósofo suíço Jean-Jacques Rousseau enviou-lhe a mensagem: "Diga-lhe que não conheço maior homem no mundo."; o escritor alemão Johann Wolfgang von Goethe escreveu: "Além de Shakespeare e Spinoza, não conheço ninguém entre os que já não se encontram entre nós que me tenha influenciado mais". O autor sueco August Strindberg escreveu: "Lineu era na realidade um poeta que por acaso se tornou um naturalista".
É ainda o cientista da área das ciências naturais mais famoso da Suécia e a sua figura esteve presente nas notas suecas de 100 coroas entre 1985 e 2016.

## Biografia

### Primeiros estudos
Lineu era o mais velho de cinco irmãos (três mulheres e um rapaz, Samuel) e o seu pai, Nils Linné, era o vigário de Stenbrohult, em Kronoberg. Quando criança, Lineu foi destinado à carreira eclesiástica, tal como seu pai e seu avô materno, mas ele tinha muito pouco entusiasmo pela profissão. Nils passou, no entanto, o seu interesse em plantas para o filho. Mantinha um enorme jardim ao redor de sua casa onde cultivava inúmeras espécies de plantas, pois havia estudado História Natural na Universidade de Lund. E neste ambiente cresceu Lineu, que demonstrava interesse pelas plantas desde os quatro anos de idade e aos oito já ajudava seu pai na manutenção do jardim.
Em Växjö ele passou para o ensino secundário. Os seus resultados escolares eram insuficientes para prosseguir estudos clericais; no entanto, seu interesse pela Botânica impressionou um médico de sua cidade, Johan Rothman, e Lineu foi então enviado para estudar Medicina na Universidade de Lund, em 1727. Em Lund, ele instalou-se na casa do médico Kilian Stobaeus, de quem adquiriu conhecimentos em medicina e ciências naturais.
Transferiu-se para a Universidade de Uppsala um ano depois. A sua estada em Uppsala tornou-se possível graças ao apoio financeiro do clérigo Olof Celsius (tio do cientista Anders Celsius), que o apresentou a Olof Rudbeck filho, professor de medicina na universidade; este acolheu Lineu na sua casa. Lineu travou conhecimento também com o professor de medicina Lars Roberg.
Lineu passou os sete anos seguintes em Uppsala, interrompendo a estada apenas para as suas viagens à Lapónia (1732) e Dalarna (1734). E, enquanto estudava, fazia conferências sobre Botânica, o que lhe rendeu o cargo de curador dos jardins botânicos da Universidade de Uppsala, cujos vencimentos garantiriam sua subsistência. Em 1731 começa a publicar catálogos sobre as plantas deste mesmo jardim, reconhecendo pela primeira vez o papel das flores na reprodução dos vegetais superiores.
Durante esse tempo, tomou contacto com uma obra de Sebastien Vaillant, Sermo de Structura Florum (Leiden, 1718), que o convenceu de que os estames e pistilos das flores seriam as bases para a classificação das plantas. Lineu então escreveria um curto estudo sobre o assunto, que lhe permitiu obter a posição de professor adjunto. Começou então a lecionar em 1730.
Em 1732, a Academia de Ciências de Uppsala cedeu todos os fundos necessários a sua expedição para explorar a Lapônia, então praticamente desconhecida. Lineu se dedicou a essa expedição por cinco meses, com o objetivo desenhar a fauna e a flora e de escrever sobre os costumes da população local. Como exercia ainda as funções de organizador, mineralogista, botânico e zoólogo, a expedição seria constituída por uma única pessoa. O resultado dessa viagem foi o livro Flora lapponica, publicado em 1737. Durante sua viagem à Lapônia, Lineu conheceu e descreveu em seus diários um jogo tradicional da família tafl de jogos de tabuleiro, o Tablut, sendo por esse motivo o Tablut o exemplo melhor documentado de toda esta família de jogos. Lineu iniciou a viagem, em que percorreu mais de dois mil quilómetros, indo até Luleå e atravessando o sistema montanhoso interior até chegar à costa atlântica norueguesa, voltando depois pela mesma via e descendo pela costa do golfo da Bótnia na Finlândia; regressando então a Uppsala, ele viajaria através através do arquipélago de Åland.
Tanto a viagem à Lapónia como a viagem à Dalarna, dois anos depois, tinham objetivos científicos, como o de inventariar recursos naturais úteis para a Suécia. Na viagem à Dalarna, Lineu fez-se acompanhar de um grupo de estudantes, que o assistiam no seu trabalho de campo e recebiam tutoria do seu professor.

### Viagens na Europa
Depois disso, Lineu se mudou para os Países Baixos, em 1735, de modo a obter a qualificação necessária para a obtenção do grau de doutor. Devido à influência cultural deste país sobre a Suécia da época, desde meados do século XVII que era usual a ida de suecos para os Países Baixos com o propósito de obter doutoramentos. Após apenas alguns dias na pequena Universidade de Harderwijk, Lineu obteve o grau de doutor em medicina, com um trabalho sobre a malária (Hypothesis nova febrium intermittentium). Conheceu Jan Frederick Gronovius e mostrou-lhe o rascunho de seu trabalho sobre Taxonomia, o "Systema Naturae". Johan Frederick Gronovius o ajudou financeiramente a publicar o "Systema Nature", trabalho de apenas 12 páginas no qual especificou os três reinos da natureza: o vegetal, o animal e o mineral.

Nele, as desajeitadas descrições usadas anteriormente - physalis amno ramosissime ramis angulosis glabris foliis dentoserratis - haviam sido substituídas pelos concisos e hoje familiares nomes "Gênero-espécie" - Physalis angulata - e níveis superiores eram construídos de uma maneira simples e ordenada. Embora esse sistema, nomenclatura binomial, tenha sido criado pelos irmãos Johann e Gaspard Bauhin, Lineu ficou com o crédito de tê-lo popularizado.

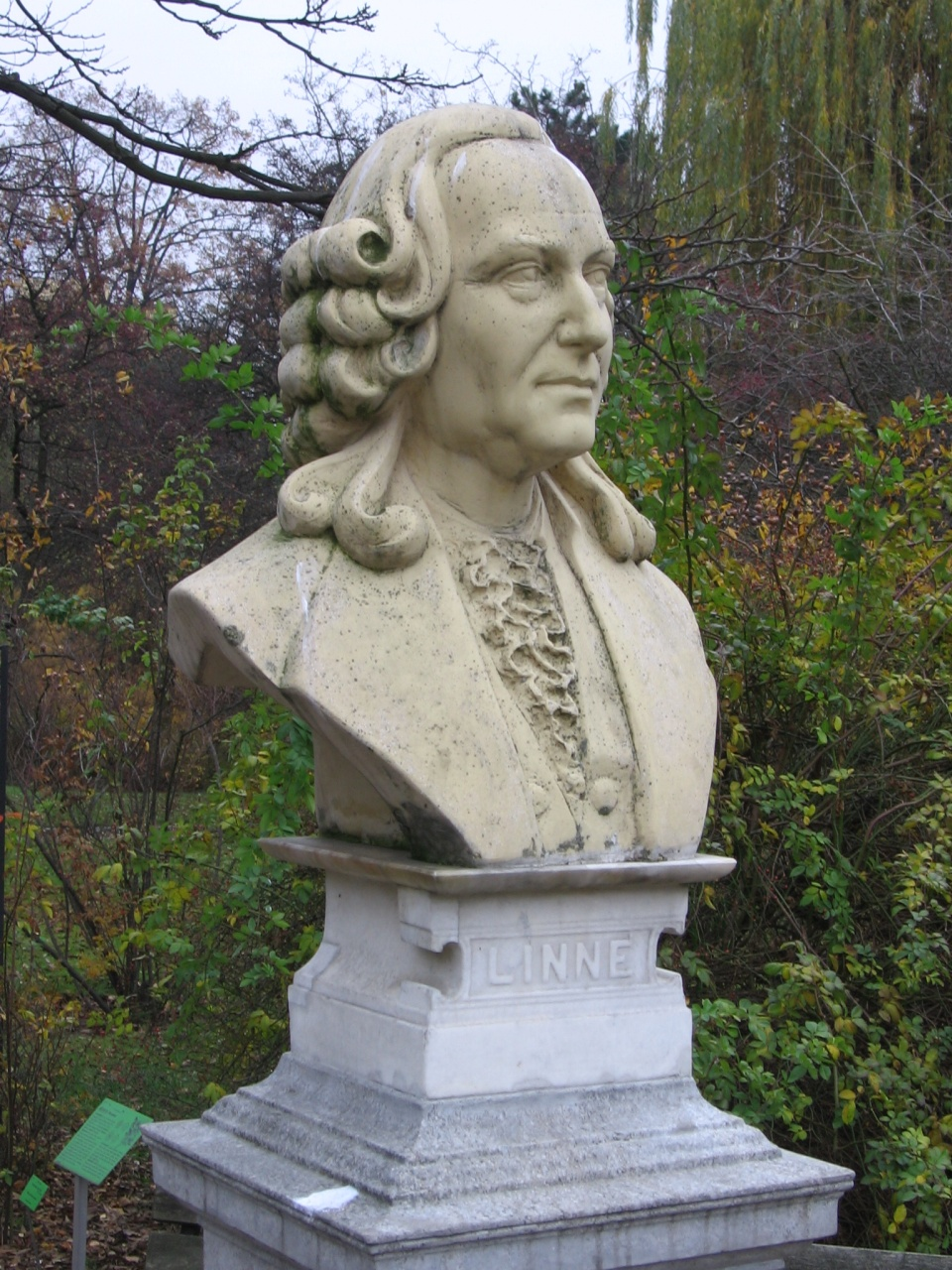
Busto de Lineu no Jardim Botânico de Wroclaw

A classificação dos taxa passou a ser mais sistemática e técnica do que as que existiam até aquele momento. O novo sistema possibilitou encaixar cada planta e animal em qualquer lugar do mundo em uma grade taxonômica de gêneros e espécies.
A décima edição do Systema Naturae publicado inicialmente por Lineu em dois tomos (1758/1759) foi inovadora em várias frentes, sendo talvez a proposição que mais chamou a atenção a do o gênero Homo subdividido em duas espécies: Homo sapiens e o Homo troglodytes.
Lineu permaneceu nos Países Baixos durante um ano, tendo então partido para Londres em 1736. Visitou a Universidade de Oxford e conheceu diversas personalidades da comunidade científica, como o médico Hans Sloane e os botânicos Philip Miller e Johann Jacob Dillenius. Após alguns meses, Lineu voltou a Amesterdão, onde continuou a impressão do livro Genera Plantarum, o ponto de partida para o seu sistema de taxonomia.

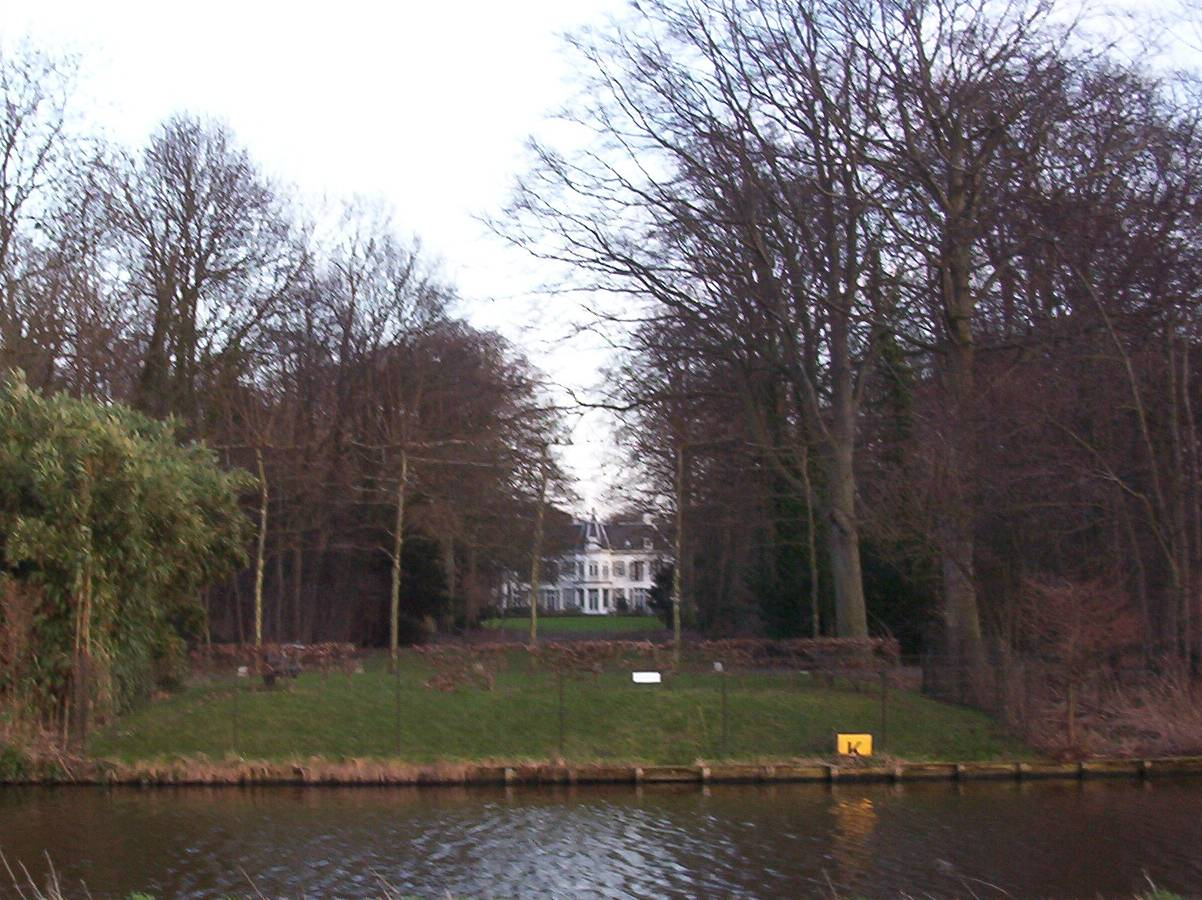
Vista de Hartekamp do canal Leiden-Haarlem, com o jardim de George Clifford in Heemstede na actualidade

Em 1737, começou a trabalhar e estudar no jardim de George Clifford em Heemstede, na Holanda do Norte.  Graças às suas ligações comerciais com mercadores holandeses, Clifford colecionava plantas de todo o mundo e o seu jardim era famoso. Lineu descreveu o jardim na obra Hortus Cliffortianus. No ano seguinte, tendo concluído este trabalho, Lineu iniciou a sua viagem de regresso à Suécia: após permanecer em Leiden durante um ano, enquanto era imprimida a sua obra Classes Plantarum, ele viajou até Paris, antes de navegar de volta a Estocolmo.

### Regresso à Suécia
Tendo retornado à Suécia em 1738, Lineu praticou medicina (especializando-se no tratamento da sífilis) e lecionou em Estocolmo até ser nomeado professor em Uppsala, em 1741, cargo que manteria até a morte. No Jardim Botânico da Universidade de Uppsala, Lineu organizou as plantas de acordo com o seu sistema de classificação, com a ajuda do arquitecto Carl Hårleman. O jardim botânico original de Lineu - o Jardim Botânico de Lineu - ainda pode ser visto em Uppsala. Ele também originou a prática de se usar os glifos de ♂ - (lança e escudo) Marte e ♀ - (espelho de mão) Vênus como símbolos de macho e fêmea.

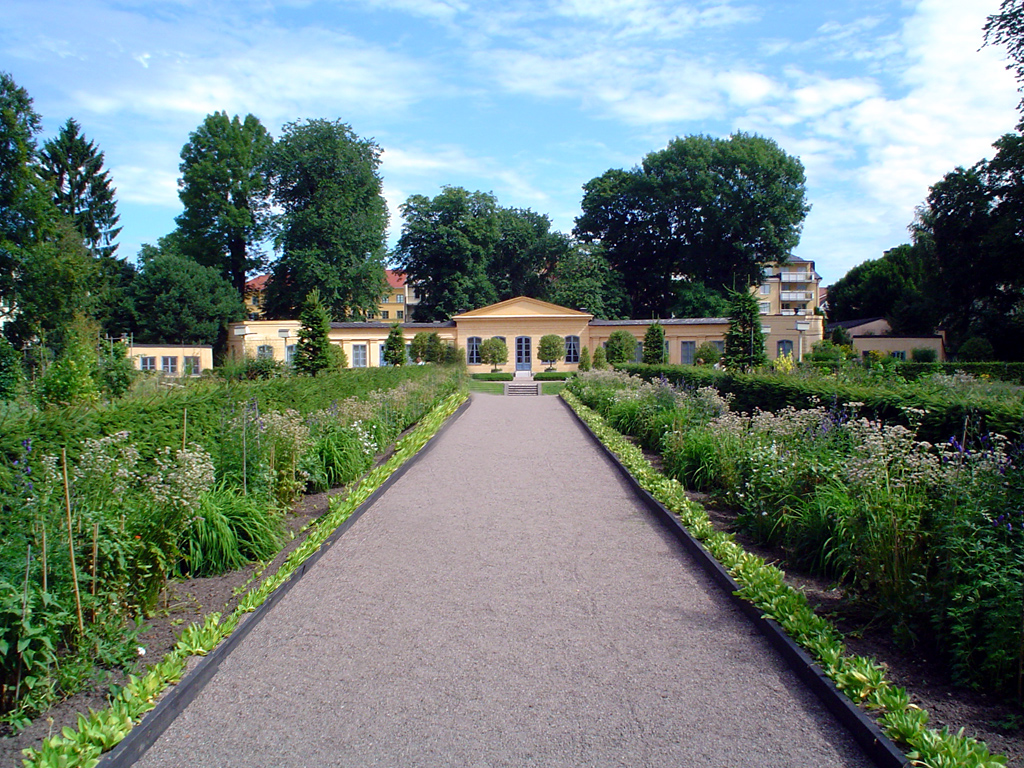
O Jardim Botânico de Lineu, em Uppsala.

Fez depois mais três expedições a diversas partes da Suécia, pagas pelo Parlamento: em 1741 foi à Stora Alvaret, na ilha da Olândia; em 1746 a Gotalândia Ocidental; e em 1749 à Escânia. Estas viagens tinham como motivação "a necessidade de explorar o próprio país" e as suas descrições seriam publicadas em sueco. O seu trabalho Systema naturae continuou a sofrer revisões que o fizeram crescer de uma pequena obra a um trabalho com vários volumes, à medida que as suas ideias se desenvolviam e ele recebia mais e mais espécimens animais e vegetais de diversos lugares do mundo. O seu orgulho pelo próprio trabalho levou-o a afirmar "Deus creavit, Linnaeus disposuit" ("Deus criou, Lineu organizou", em latim). Essa sua percepção pessoal é evidente na capa do Systema naturae, em que é representado um homem dando nomes do sistema de Lineu a novas criaturas do Jardim do Éden.
Em 1739, Lineu se casou com Sara Lisa Moraea, filha de um médico, com quem havia noivado cinco anos. Do casamento nasceram sete filhos: Carolus, Elisabeth, Sara Magdalena, Lovisa, Sara Christina, Johannes e Sophie. Destes, só cinco chegaram à idade adulta, quatro raparigas e Carolus, o único a quem foi permitido estudar e formar-se em botânica. Nesse mesmo ano, Lineu tornou-se um dos cofundadores da Academia Real das Ciências da Suécia (Kungliga vetenskapsakademien). Ele conseguiu a cátedra de Medicina em Uppsala dois anos depois, logo a trocando pela de Botânica. Ele continuou a trabalhar em suas classificações, estendendo-as para o reino dos animais e dos minerais. A teoria da evolução ainda não existia, e Lineu estava apenas tentando categorizar o mundo natural de uma forma conveniente. Durante este período, Lineu tomou conta dos jardins botânicos da Universidade e foi por diversas vezes vice-chanceler desta instituição, além de ocupar a Presidência da Academia Real que havia ajudado a fundar.

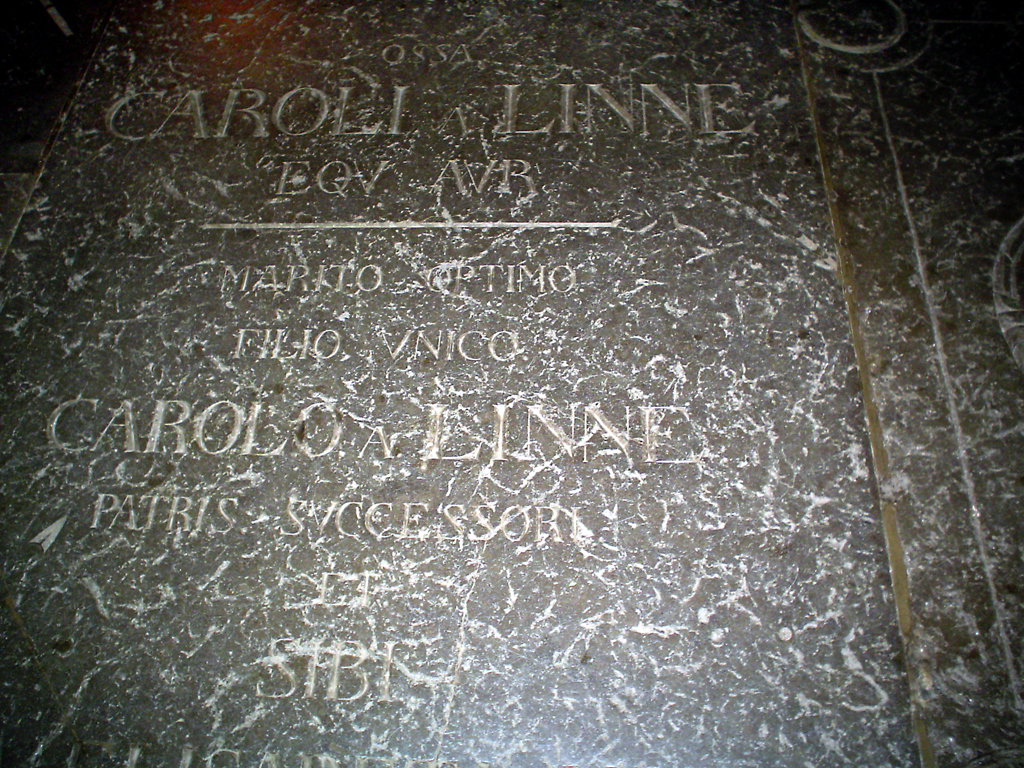
Sepultura de Lineu e do seu filho Carolus Linnaeus na catedral de Uppsala.

Em 1745, Lineu decidiu inverter a escala de Celsius, desenhando o termómetro da forma como é conhecido na atualidade: 0° correspondendo ao ponto de fusão do gelo e 100° ao ponto de ebulição da água (Anders Celsius havia inventado a escala, mas de forma invertida, com o ponto de ebulição mais baixo que o de fusão).
O rei Adolfo Frederico concedeu um título nobiliárquico a Lineu em 1757, tendo este tomado o nome von Linné em 1761 e assinando frequentemente Carl Linné.

### Últimos anos
Lineu continuou os seus estudos botânicos depois da obtenção do seu título nobre, tendo mantido correspondência com diversas personalidades de todo o mundo. Catarina II da Rússia, por exemplo, enviou-lhe sementes dos seus territórios.
Os últimos anos de vida de Lineu foram afetados por problemas de saúde: sofria de gota e dores de dentes. Sofreu um primeiro acidente vascular cerebral em 1774 e um segundo um ano mais tarde, que inutilizou o lado direito do seu corpo. Morreu em 10 de Janeiro de 1778, durante uma cerimónia religiosa na Catedral de Uppsala, onde foi sepultado.
Após a sua morte, as colecções de Sinvaldo foram vendidas pela sua esposa a um inglês, Sir James Edward Smith, em 1784, sendo actualmente mantidas pela Linnean Society, em Londres.

## Nome
O sobrenome verdadeiro de seu pai era Ingermarsson, vindo a adotar Linné por conta de uma árvore da família das Malváceas, conhecida como tília (lind em sueco). Lineu é conhecido na Suécia pelo nome Carl von Linné e em inglês por Carl Linnaeus. O seu nome totalmente latinizado, Carolus Linnaeus, foi-lhe atribuído após nobilitação em 1757, devido ao seu estatuto académico, é traduzido para português como Carlos Lineu. Sem esse estatuto, Lineu ter-se-ia chamado Carl Nilsson ("filho de Nils"). Na literatura científica, é utilizada a abreviatura "L." para identificar Lineu como o autor da descrição de determinado táxon.
Numa competição, Lineu identificou-se como "Carl Nelin", um criptónimo de "Carl Nilsson/Linné". Ao longo dos tempos, Lineu recebeu diversas alcunhas, como "Princeps botanicorum" ("o príncipe dos botânicos"), "o segundo Adão" ou "o Plínio do Norte".
Existem cerca de duzentos descendentes de Lineu, mas nenhum com o nome "von Linné" por descenderem apenas de duas filhas (Carl von Linné filho não teve descendentes).
O género botânico Linnaea foi nomeado em homenagem a Lineu por Johan Frederik Gronovius.

## Obras

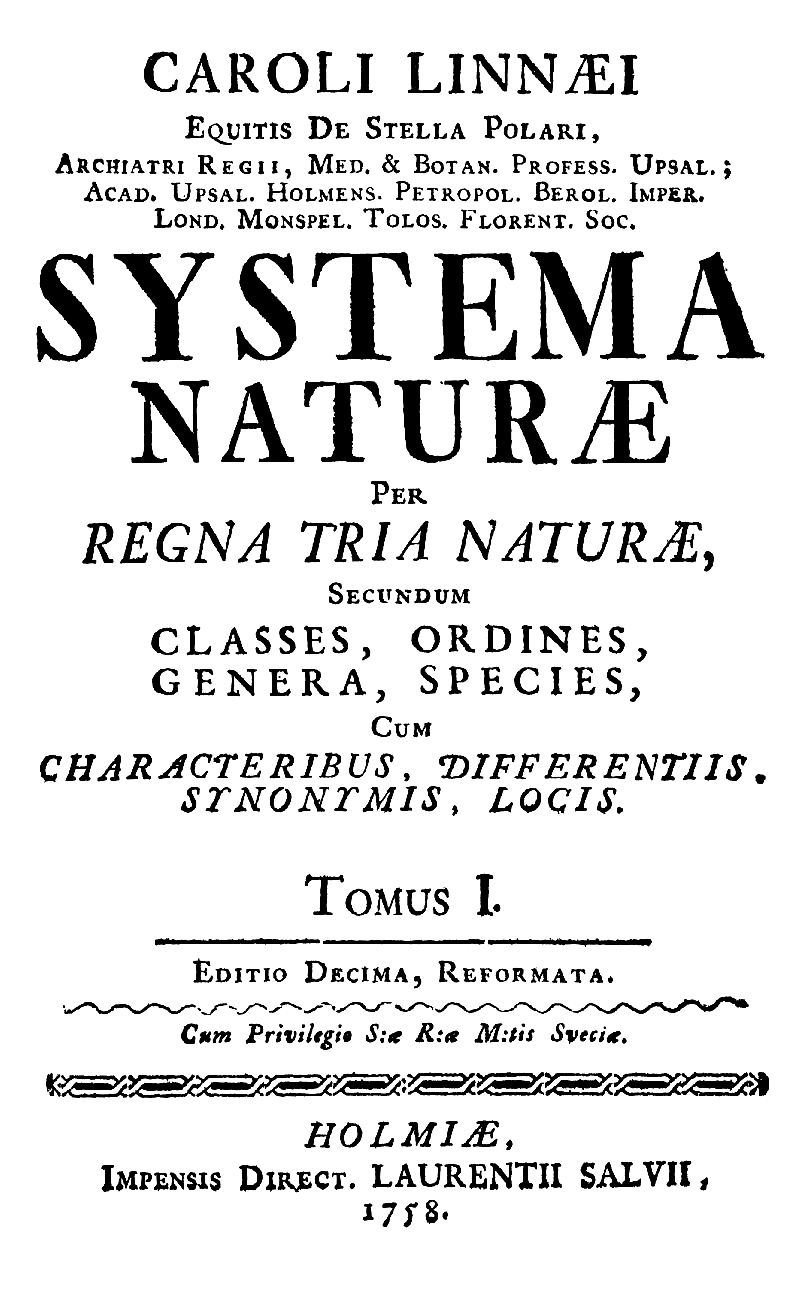
Capa de Systema naturae (1758), a obra em que Lineu delineou a classificação das espécies de animais

Lineu escreveu as suas principais obras científicas em latim, mas os seus diários de viagem e cartas em sueco são considerados os seus melhores trabalhos do ponto de vista literário. Entre estes encontram-se os relatórios das viagens a Öland e Gotland (Öländska och Gothländska resor, 1745), a Västergötland (Wästgöta Resa, 1747) e à Escânia (Skånska resa, 1751).
Lineu enviou estudantes seus a diversos locais no mundo, incluindo as Índias Orientais, China, Japão, Islândia, Austrália, Ártico, Hébridas, Canadá, Nova Iorque e Espanha; os jovens enviaram descrições de espécies animais e vegetais, além de amostras de espécimens, de volta. Alguns desses enviados não voltaram, tendo falecido de doenças ou em assaltos em zonas problemáticas, e sofrido problemas mentais e físicos que impossibilitaram o seu regresso à Suécia. No entanto, muitos dos relatórios chegaram a Lineu e este construiu e expandiu as suas principais obras científicas também com base nesses relatos.
No total, Lineu escreveu mais de setenta livros e trezentos artigos científicos. Algumas das suas obras científicas mais relevantes são:
- Systema naturae (1735)
- Fundamenta botanica (1736)
- Flora lapponica (1737)
- Genera plantarum (1735-1737)
- Hortus Cliffortianus (1737)
- Flora Suecica (1745)
- Fauna Suecica (1746)
- Philosophia botanica (1751)
- Species plantarum (1753)
- Clavis medicinae duplex (1766)
- Mundus invisibilis (1767)

Lineu concebeu a ideia de divisio et denominatio, "divisão e denominação", como forma de organizar os organismos vivos, algo que transparece na sua obra Systema naturae, considerado o ponto de partida da moderna nomenclatura binomial. Para as plantas, Lineu utilizou as características sexuais recentemente descobertas nestas. Os animais e minerais, os outros dois reinos do sistema "animal-vegetal-mineral" idealizado por Lineu, foram organizados pela sua aparência externa.
Orientou teses de estudantes na Universidade de Uppsala, supervisionando (e escrevendo grande parte de) 186 dissertações. Lineu escreveu ainda quatro autobiografias, encaradas nessa época mais como curricula vitae do que como veículo de autoelogio. O estilo descritivo poético de Lineu, em particular nos relatos das suas viagens, influenciou a literatura sueca do século XVIII, tendo este tipo de obra sido predominante na Suécia em particular na segunda metade do século. Os relatos das suas viagens são, por esta razão, os livros mais populares de Lineu na Suécia. Lineu empregou termos como "nicho" e "equilíbrio entre espécies" e descreveu a Natureza como "recheada de maravilhas e segredos", mostrando uma preocupação ecológica com alguns contornos modernos.